# Філіп Дойл (академічний веслувальник)
Філіп Дойл (17 вересня 1992 , Лісберн ) — ірландський веслувальник, бронзовий призер Олімпійських ігор 2024 року.

## Виступи на Олімпіадах
| Олімпіада  | Дисципліна   | Місце |
| ---------- | ------------ | ----- |
| Токіо 2020 | парні двійки | 10    |
| Париж 2024 | парні двійки | 3     |

## Зовнішні посилання
- Філіп Дойл на сайті World Rowing (англійська)
- Філіп Дойл на сайті Olympics.com (англійська)
- Філіп Дойл на сайті Olympedia (англійська)